# Koróni (ort i Grekland, Peloponnesos)
Koróni är en ort i Grekland.   Den ligger i prefekturen Messenien och regionen Peloponnesos, i den södra delen av landet, 200 km sydväst om huvudstaden Aten. Koróni ligger 73 meter över havet och antalet invånare är 1 620.
Terrängen runt Koróni är kuperad västerut, men norrut är den platt. Havet är nära Koróni österut.  Koróni är det största samhället i trakten. 